# Mūza Rubackytė
Mūza Rubackytė (Kaunas, Litvánia, 1959. május 19. –) litván zongoraművész, zenepedagógus, aki jelenleg Vilniusban és Párizsban él. Rubackytė kitüntetései között megtalálható a Gediminas litván nagyherceg rend, a Litvánia Múzsái, valamint a Litvánia Nemzeti Művésze cím.
Számos oktatási intézményben tanít, köztük a vilniusi Litván Zene- és Színházművészeti Akadémián, a párizsi Rachmaninoff Konzervatóriumban, a moszkvai Csajkovszkij Konzervatóriumban, a hollandiai Messiai Zeneakadémián. Zsűriként működött közre a litvániai Nemzetközi Zongoraversenyen valamint Utrechtben, a Nemzetközi Liszt Ferenc Versenyen.
Mūza Rubackytė Litvániában született, muzsikus családban. Zongoraművészi karrierje hét éves korában kezdődött, amikor a litván Nemzeti Kamarazenekarral Vilniusban Haydn D-dúr zongoraversenyét adta elő. Hat évvel később nyert első díját a Fiatal Művészek Nemzeti Versenyén. A győzelem megnyitotta előtte a moszkvai Csajkovszkij Konzervatóriumot, ahol tanárai között volt Yakov Flier, Mihail Voszkresszenszkij és Bela Davidovics. Konzervatóriumi évei alatt megnyerte a tallinni zongoraversenyt, majd röviddel később megnyerte a Konzervatórium első díját is szóló zongora, kamarazene és kíséret kategóriában.
A szovjet időkben Mūza Rubackytė nem utazhatott a kommunista blokkon kívülre, de különböző zenekarokkal előadásai voltak a Baltikumban, Ukrajnában, Örményországban, Üzbegisztánban, Kazahsztánban és Fehéroroszországban, valamint Moszkva, Vilnius és Szentpétervár híres együtteseivel. 
1991-től Párizsban él.

## További információ
- Litvánian National Symphony Orchestra
- Litvánian State Symphony Orchestra, official site
- Mūza Rubackytė homepage